# Veronica Perez (Fußballspielerin)
Veronica Raquel Perez Murillo (* 18. Mai 1988 in Hayward, Kalifornien) ist eine mexikanisch-US-amerikanische Fußballspielerin, die seit Anfang 2016 bei KIF Örebro unter Vertrag steht.

## Karriere

### Verein
Im Jahr 2009 begann Veronica Perez ihre Profikarriere bei den Seattle Sounders Women in der W-League. Anschließend spielte sie in der Saison 2010 für die WPS-Franchise der Saint Louis Athletica. 2012 kehrte sie zunächst zu den Seattle Sounders zurück und wechselte nach Saisonende gemeinsam mit ihrer Teamkollegin Kate Deines zum isländischen Erstligisten UMF Stjarnan, mit dem sie den Pokalsieg feiern konnte.
Im Januar 2013 wurde Perez bei der sogenannten Player Allocation der neugegründeten NWSL-Franchise der Flash zugewiesen. Ihr Ligadebüt gab sie am 14. April 2013 gegen den Sky Blue FC, ihren ersten Treffer in der NWSL erzielte sie am 15. Juni gegen Washington Spirit. Zur Saison 2014 wechselte sie zum Ligakonkurrenten Washington Spirit, mit dem sie die Play-offs erreichte. Die Saison 2015 ließ Perez, auch aufgrund der Vorbereitung auf die Weltmeisterschaft 2015, aus. Im Januar 2016 unterschrieb sie beim schwedischen Verein KIF Örebro.

### Nationalmannschaft
Im Jahr 2009 war Perez Teil der US-amerikanischen U-23-Mannschaft. Seit 2010 läuft sie für die Nationalmannschaft Mexikos auf und nahm mit dieser unter anderem an der Fußball-Weltmeisterschaft der Frauen 2011 teil. 2014 nahm sie mit Mexiko am CONCACAF Women’s Gold Cup 2014. Perez wurde in zwei Gruppenspielen und im Spiel um Platz 3 eingesetzt, wodurch sich Mexiko als Dritter für die WM 2015 qualifizierte. Sie gehört auch zum Kader der Mexikanerinnen für die WM 2015 in Kanada.

## Erfolge
- 2012: Isländischer Pokalsieger (UMF Stjarnan).

## Privates
Perez’ jüngere Schwester Amanda Perez (* 1994) ist ebenfalls mexikanische Fußballnationalspielerin.